# Zweitrundeneffekt
Unter Zweitrundeneffekten versteht man Preiserhöhungen als Reaktion auf vorangegangene Kostensteigerungen.
Zweitrundeneffekte treten auf, wenn Arbeitgeber und Gewerkschaften auf die gestiegene Inflation reagieren und deswegen höhere Löhne vereinbaren. Dabei besteht die Gefahr, dass die Unternehmen ihre gestiegenen Kosten wieder über die Preise weitergeben und sich die Inflation so nach und nach hochschaukelt. Man spricht hier von einer Lohn-Preis-Spirale. Dabei besteht die Gefahr der Stagflation. "Ist dieser Prozess erst einmal in Gang gekommen, muss die Notenbank mit Brachialmaßnahmen eingreifen", sagt Roland Döhrn, Konjunkturchef des Rheinisch-Westfälischen Instituts für Wirtschaftsforschung (RWI) in Essen. 
Dieser Prozess wird häufig durch externe Schocks ausgelöst. So löste der Ölschock in den 1970er Jahren eine spürbare Erhöhung der Inflation aus. In der Folge erreichten die Gewerkschaften massive Lohnerhöhungen. Massenarbeitslosigkeit und eine lange stockende Wirtschaft waren die Folge.
Zweitrundeneffekte werden in vielen Bereichen (insb. Wirtschaft) beobachtet. Wenn sich beispielsweise ein großer Arbeitgeber an einem neuen Standort niederlässt, dann kann es aufgrund der gestiegenen Kaufkraft in der Region zur Belebung der lokalen Wirtschaft kommen, was wiederum weitere Effekte nach sich ziehen kann. 